# Hastings, Nebraska
Hastings är en stad och administrativt centrum för Adams County i Nebraska, USA. Vid 2020 års folkräkning hade Glen Rock 25 152 invånare. Staden grundades 1872. Järnvägslinjen California Zephyr har tågstopp här längs rutten mellan Chicago och Emeryville utanför San Francisco.